# Гебезе
Гебезе, также Гебезее (нем. Gebesee), — город в Германии, в земле Тюрингия.
Входит в состав района Зёммерда. Подчиняется управлению Гера-Ауэ. Население составляет 2161 человек (на 31 декабря 2010 года). Занимает площадь 24,04 км². Официальный код — 16 0 68 014.